# إيلي صعب
إيلي صعب (4 يوليو 1964-)، هو مصمم أزياء لبناني. بدأ مسيرته المهنية في أوائل ثمانينيات القرن العشرين، وخصّص نشاطه في تصميم أزياء الأعراس الفاخرة، مستخدمًا الأقمشة الراقية، والدانتيل، والأحجار الكريمة، وكريستالات سواروفسكي، واللآلئ، والتطريزات الدقيقة.
يقع مشغله الرئيسي في لبنان، ويملك مشاغل إضافية في ميلانو وباريس. حتى مارس 2017، كانت مجموعاته الراقية متوفرة في باريس ولندن وبيروت، بينما تُعرض أزياؤه الجاهزة في 160 متجرًا وفي بوتيكاته الخاصة.
يُعد أول لبناني يُقبل في الهيئة المنظمة لصناعة الأزياء الراقية "غرفة الأزياء الراقية" في فرنسا. وشارك صعب كأحد أعضاء لجنة التحكيم في برنامج "بروجيكت رانواي: الشرق الأوسط" عام 2016.

## النشأة
إيلي صعب هو الابن البكر من بين خمسة أولاد، وُلد في بيروت لعائلة مارونية كاثوليكية، وكان والده يعمل في تجارة الأخشاب في مدينة الدامور، إحدى الضواحي الساحلية الجنوبية للعاصمة بيروت، لبنان.
بدأ صعب بالخياطة منذ الطفولة، وفي سن الثامنة أصبح شغوفًا بعالم الأزياء. كان يستخدم شقيقاته كعارضات، يقتطع القوالب من أوراق الصحف ويبحث في خزانة والدته عن الأقمشة والمواد التي يمكن استخدامها.

## المسيرة المهنية

### السنوات الأولى في عالم الموضة
في عام 1981، انتقل إيلي صعب إلى باريس لدراسة تصميم الأزياء، لكنه انسحب لاحقًا وعاد إلى بيروت. وفي عام 1982، حين كان يبلغ من العمر 18 عامًا، عمل مع فريق مكوّن من 15 موظفًا. في البداية، تخصّص مشغله في تصميم الأزياء الراقية للعرائس، حيث صنع فساتين زفاف وفساتين سهرة باستخدام أقمشة فاخرة ودانتيل وتطريزات دقيقة مزينة باللؤلؤ والكريستال وخيوط الحرير. في بيروت، بدأت سمعته تنمو من خلال تصميمه للأزياء لنساء الحيّ، وسرعان ما أصبحت نساء الطبقات الراقية يرتدين من تصاميمه.
في عام 1997، أصبح صعب أول مصمم غير إيطالي يُقبل كعضو في الغرفة الوطنية للأزياء الإيطالية، كما قدّم في العام نفسه أول عرض أزياء له خارج لبنان، في العاصمة الإيطالية روما.
في عام 1998، أطلق خط الأزياء الجاهزة الخاص به في ميلانو، إلى جانب خط للإكسسوارات. وفي السنة نفسها، نظّم عرض أزياء في موناكو بحضور الأميرة ستيفاني.
وفي عام 1999، بيع أحد فساتينه المطرّزة بكثافة بالزمرد والماس بسعر بلغ نحو 2.4 مليون دولار أمريكي.

### الشهرة العالمية
أصبح إيلي صعب أكثر شهرة في الولايات المتحدة بعد أن أصبح أول مصمم لبناني يصمم لفائزة بجائزة الأوسكار وهي الممثلة هالي بيري في عام 2002. وفي مايو 2003، دعته الغرفة النقابية للأزياء الراقية في باريس ليصبح عضوًا فيها، وقدم أول مجموعة أزياء راقية له في باريس في يوليو 2003. وفي العام نفسه، تعاون مع شركة برونوفياس الإسبانية لإطلاق خط فساتين زفاف تحت اسم "إيلي باي إيلي صعب". وفي عام 2006، أصبح عضوًا مراسلًا في الغرفة النقابية للأزياء الراقية. وكانت أولى مجموعاته للأزياء الجاهزة في باريس هي مجموعة ربيع–صيف 2006.

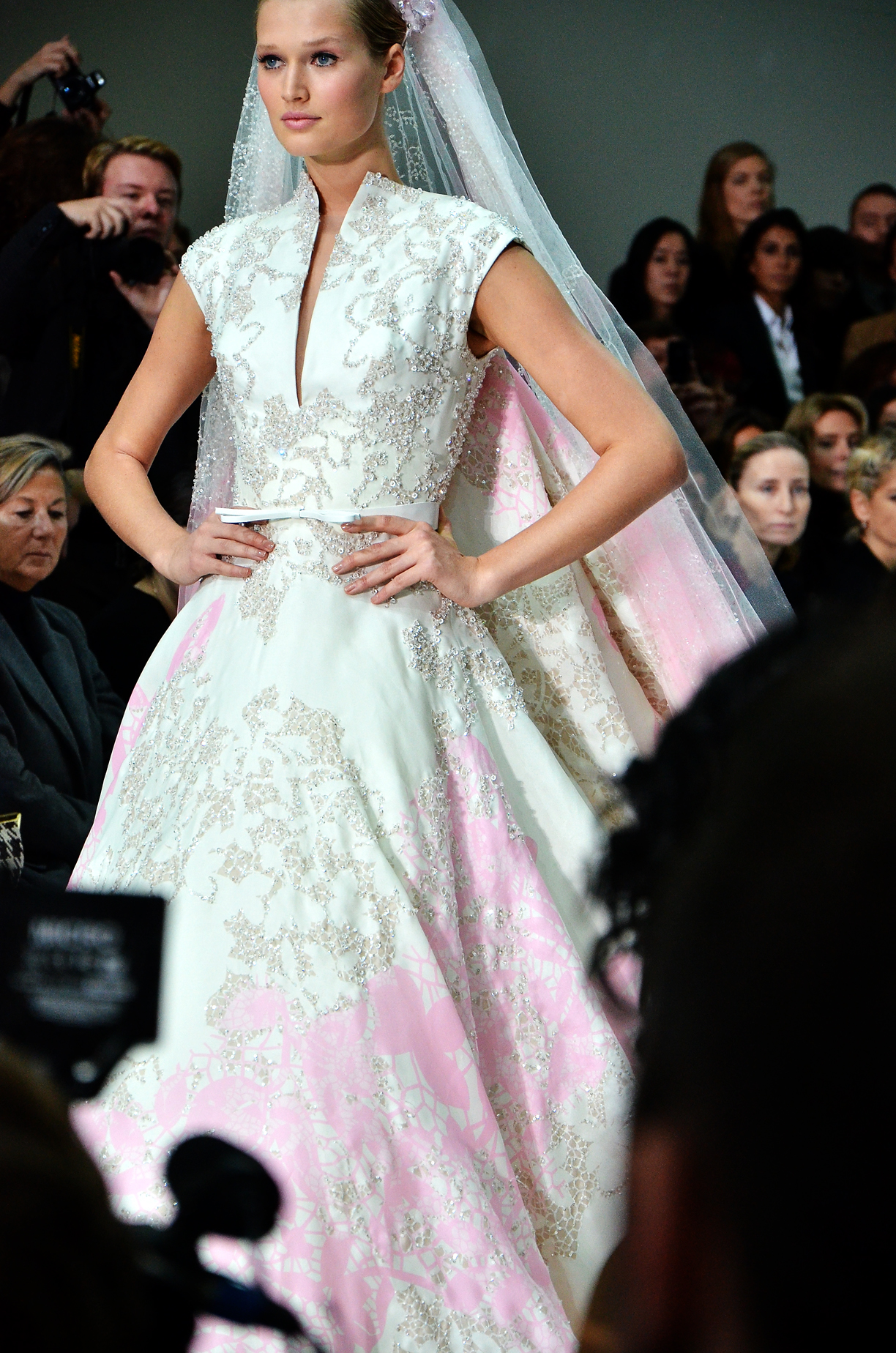
فستان زفاف من تصميم ايلي صعب

شارك صعب، إلى جانب تينا نولز، ودار هاوس أوف ديريون، وجورجيو أرماني، وفيرساتشي، وهيرفي ليجيه، في تصميم أزياء جولة بيونسيه الموسيقية "ذا بيونسيه إكسبيرينس" عام 2007. وفي عام 2010، صمّم صعب أزياء لـ102 شخصية مشهورة في مختلف الفعاليات، مقارنة بـ40 شخصية في عام 2009. وفي العام نفسه، وقّع عقد ترخيص لمدة عشر سنوات مع شركة بيوتي بريستيج إنترناشونال لإنتاج العطور ومستحضرات التجميل. أما في عام 2011، وحتى شهر مارس، فقد ارتفعت الأرقام إلى 88 شخصية. وفي العام نفسه، كشفت متاحف مدام توسو عن تمثال شمعي للممثلة كيت وينسليت وهي ترتدي فستانًا من تصميم صعب كانت قد ارتدته في حفل توزيع جوائز الإيمي الثالث والستين. كما أطلق إيلي صعب أول عطر له تحت اسم "لو بارفان" في العام نفسه.
في عام 2019، ارتدت كاثرين دوقة كامبريدج، فستانًا من تصميم إيلي صعب خلال مشاركتها في مهرجان رويال أسكوت، وكانت تلك المناسبة الأولى التي ترتدي فيها شخصية من العائلة الملكية البريطانية فستانًا من توقيعه.

### التصاميم الحديثة والشراكات
في عام 2012، تعاون صعب مع الجامعة اللبنانية الأميركية وكلية لندن للأزياء لإطلاق برنامج بكالوريوس في تصميم الأزياء. وبحلول عام 2013، أصبحت للدار فروع في بيروت، ودبي، والدوحة، وباريس، ولندن، وجنيف، وهونغ كونغ، وموسكو، ونيويورك، والمكسيك، إلى جانب أكثر من 100 نقطة بيع حول العالم. وفي العام نفسه، تولّى ابنه إيلي صعب الابن منصب مدير العلامة التجارية.
في عام 2016، شارك صعب كأحد أعضاء لجنة التحكيم في برنامج "بروجكت رانواي: الشرق الأوسط". وبين عامي 2015 و2017، افتتحت دار إيلي صعب ثاني متجر لها في باريس، بالإضافة إلى متجر جديد في حي مايفير في لندن، وآخر في مانهاتن بمدينة نيويورك. وافتتح متجر مانهاتن في أكتوبر 2016، وكان أول متجر للدار في الولايات المتحدة. واعتبارًا من مارس 2017، توفّرت مجموعات الأزياء الراقية في باريس ولندن وبيروت، في حين انتشرت مجموعات الأزياء الجاهزة في 160 نقطة بيع ومتاجر خاصة بالعلامة. كما افتتح متجر جديد في شارع ماديسون بنفس الشهر.

### إيلي صعب × إعمار
كشف مصمّم الأزياء اللبناني إيلي صعب وشركة إعمار العقارية عن مشروع فاخر جديد في إعمار بيتش فرونت بدبي تحت اسم "Elie Saab at Emaar Beachfront". يضمّ المشروع السكني الفاخر غراند بلو تاور، الواقع ضمن جزيرة مسوّرة، شققًا سكنية من غرفة أو غرفتين أو ثلاث غرف نوم، بالإضافة إلى بنتهاوس من أربع غرف، جميعها بتصاميم داخلية من توقيع إيلي صعب. ويوفّر البرج السكني إطلالات على الخليج العربي، ونخلة جميرا، ومرسى دبي.

### إيلي صعب × سمانا

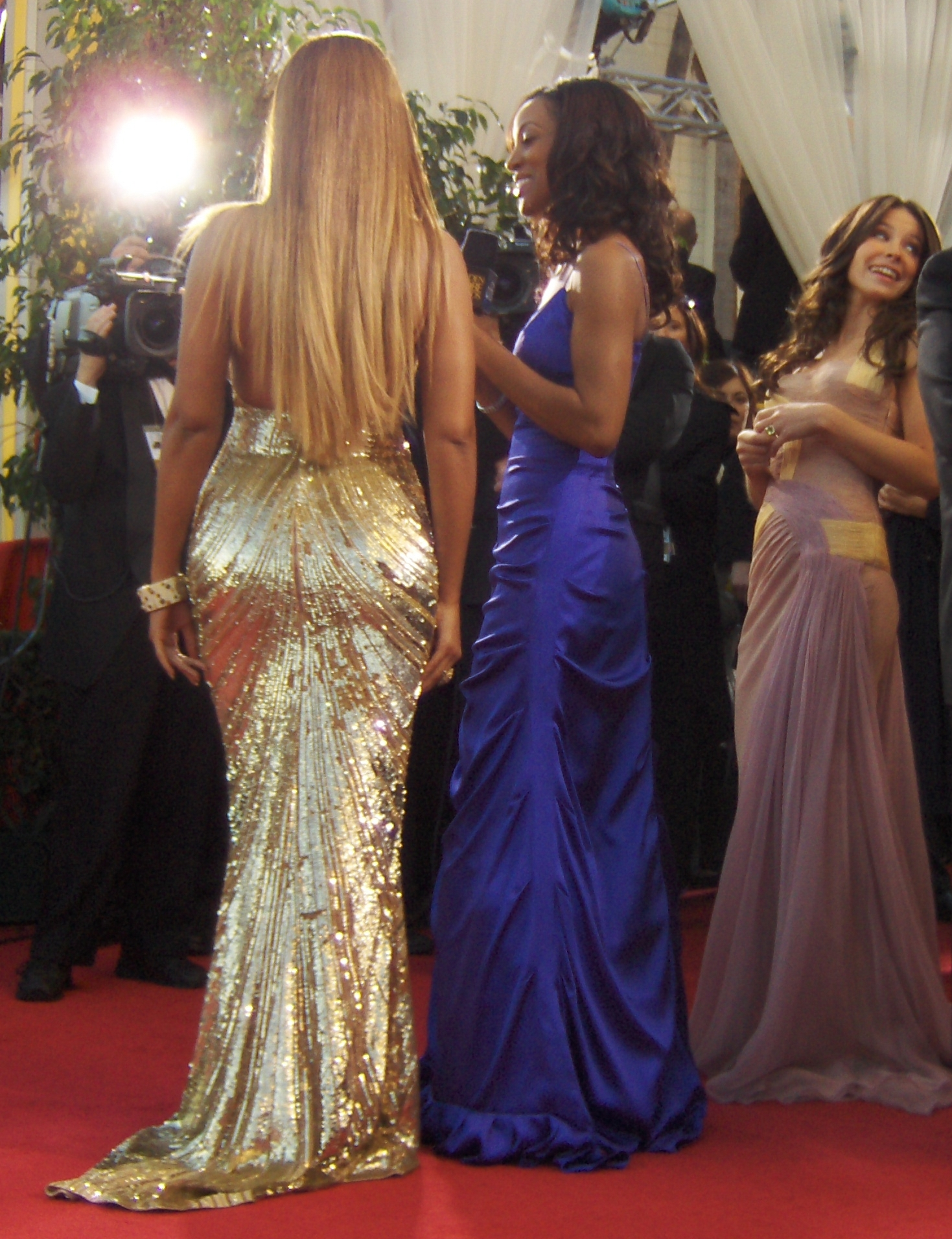
بيونسيه في الدورة الرابعة والستين لحفل توزيع جوائز الغولدن غلوب عام 2007 ترتدي فستان من تصميم إيلي صعب.

أعلن مصمّم الأزياء الفاخر إيلي صعب عن شراكة مع شركة Samana Developers لإطلاق مشروع سكني حصري في جزر المالديف يحمل اسم Samana Ocean Views. ويُعدّ هذا أول توسّع دولي لشركة سمّانة، وخطوة جديدة لصعب نحو نمط العيش الفاخر على الجزر، حيث ينقل توقيعه التصميمي إلى فردوس استوائي.
تشتهر سمانا بمشاريعها العقارية الفاخرة في دبي، وهي تسهم في هذا المشروع المعماري على جزيرة خاصة، يشمل فيلات على الشاطئ، وأكواخًا فوق المياه، وأجنحة بإطلالات بحرية، في مزيج يجمع بين الفخامة العصرية وجمال الطبيعة المالديفية. وتُمثّل هذه الشراكة تلاقياً بين الرؤية العقارية الجريئة لسمّانة والذوق الرفيع لصعب، لإعادة تعريف أسلوب العيش الفاخر على الجزر.

### انفجار بيروت – 4 أغسطس 2020
تعرّض المقر الرئيسي لإيلي صعب لأضرار جسيمة جراء انفجار مرفأ بيروت، كما دُمّرت بالكامل منزله القريب من مكان الانفجار. ورغم ذلك، قرّر المصمّم وفريقه مواصلة العمل لإنهاء مجموعة عروض سبتمبر المقبلة.

### مبادرة لدعم تعليم الفتيات
في أبريل 2021، أطلق إيلي صعب مبادرة تتضمّن التبرّع بجزء من عائدات المبيعات لصالح برنامج اليونيسف "التعليم والرفاهية المتكاملة للفتيات المعرّضات للخطر في لبنان".

### "ألف فصل وفصل" – نوفمبر 2024
في نوفمبر 2024، احتفل إيلي صعب بالذكرى الخامسة والأربعين لتأسيس داره للأزياء من خلال حدث ضخم أقيم في العاصمة السعودية الرياض تحت عنوان: "ألف فصل وفصل من إيلي صعب". قدّم العرض 300 إطلالة عرضتها 90 عارضة أزياء، وتخللته عروض مباشرة لفنانين عالميين مثل جينيفر لوبيز وسيلين ديون. واختتمت العرض الممثلة هالي بيري وهي ترتدي الفستان الخمري الشهير الذي صممه لها صعب في حفل الأوسكار عام 2002، في إشارة رمزية إلى التأثير الدائم لتصاميمه.

## العملاء والمشاريع البارزة
ارتدت تصاميم إيلي صعب كل من الملكة رانيا العبد الله ملكة الأردن، وفيكتوريا ولية عهد السويد، والأميرة مادلين من السويد، والأميرة ماريا-أوليمبيا من اليونان، وستيفاني دوقة لوكسمبورغ الكبرى. وفي عام 1999، ارتدت الملكة رانيا فستانًا من تصميم إيلي صعب في حفل تتويجها. كما ارتدت الكونتيسة ستيفاني فستان زفاف من تصميمه خلال زواجها المدني من دوق لوكسمبورغ عام 2012. كذلك اختارت الأميرة كلير من لوكسمبورغ فستان زفاف من تصميم إيلي صعب. أما بريجيت ماكرون، السيدة الأولى لفرنسا، فقد ارتدت معطفًا عسكريًّا وسروالًا ضيقًا من تصميم إيلي صعب خلال زيارة دولة إلى الصين.

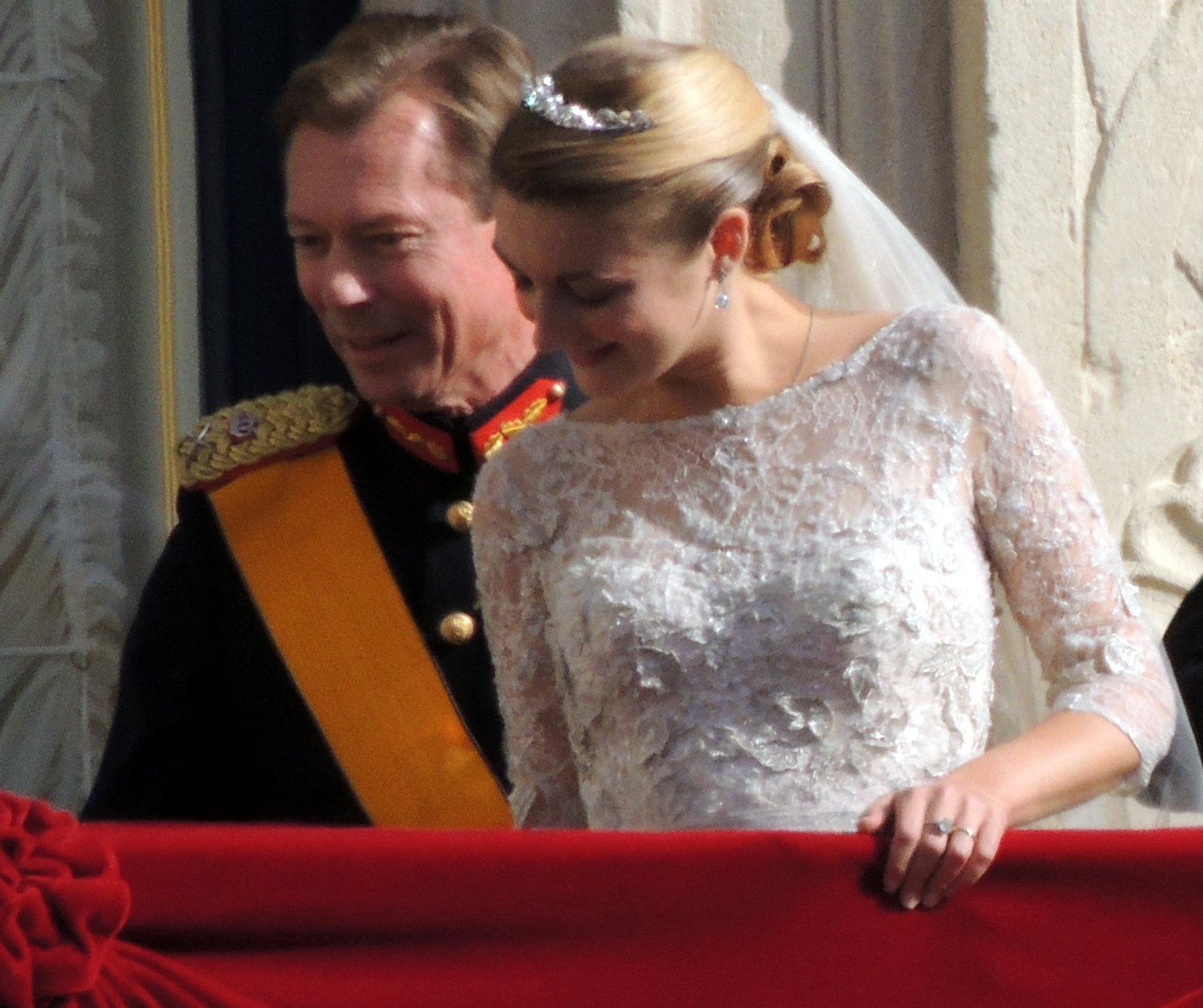
ستيفاني، دوقة لوكسمبورغ الكبرى، ترتدي فستان زفاف من تصميم إيلي صعب في عام 2012.

في حفل توزيع جوائز الأوسكار لعام 2002، ارتدت هالي بيري فستانًا خمريًا من تصميم إيلي صعب عندما فازت بجائزة أفضل ممثلة. وفي استطلاع أجرته سلسلة دبنهامز ونُشر في ديلي تلغراف، صُنّف الفستان في المرتبة الثامنة بين أعظم فساتين السجادة الحمراء على الإطلاق. كما اعتبرته مجلة كوزموبوليتان "واحدًا من أفضل فساتين الأوسكار عبر التاريخ". وظهرت بيري لاحقًا بفستان آخر من تصميم صعب في حفل الأوسكار لعام 2003. ارتدت ساندرا بولوك تصاميم إيلي صعب في حفل الأوسكار الـ85 عام 2013، وفي العرض العالمي الأول لفيلم أوشنس ٨ في نيويورك.
في عام 2018، ارتدت روز ليزلي فستان زفاف مطرّزًا بالأزهار من تصميم إيلي صعب خلال زفافها من زميلها في مسلسل صراع العروش كيت هارينغتون. كما ارتدت كاثرين دوقة كامبريدج، فستانًا من تصميمه خلال مشاركتها في سباق رويال أسكوت عام 2019، لتكون هذه أول مرة يرتدي فيها أحد أفراد العائلة المالكة البريطانية من تصاميم إيلي صعب. ارتدت جينيفر لوبيز تصاميم إيلي صعب في العديد من المناسبات، منها حفل الأوسكار الـ87، وحفل توزيع جوائز جمعية نقاد لوس أنجلوس للأفلام، وحفل Vax Live: The Concert to Reunite the World التابع لمبادرة المواطن العالمي، إضافة إلى عروض إيلي صعب في أسبوع باريس للأزياء الراقية.
ومن أبرز زبائن إيلي صعب أيضًا: نيكول كيدمان، إيفا غرين، بيونسيه، آيشواريا راي، آنا كندريك، كريستينا أغيليرا، كاثرين زيتا-جونز، أنجلينا جولي، سيلين ديون، إلينا أنايا، إيلزا زيلبرشتاين، هايدي كلوم، كارلي كلوس، هيلين ميرين، إميليا كلارك، بريانكا شوبرا، سونام كابور، كيندال جينر، تايلور سويفت، تيفاني ترامب، وأُنس جابر.

## الجدل
في يناير 2018، واجه إيلي صعب انتقادات على وسائل التواصل الاجتماعي بعد أن نشر حساب علامته التجارية على إنستغرام صورة للممثلة الإسرائيلية غال غادوت وهي ترتدي أحد تصاميمه خلال حفل توزيع جوائز المجلس الوطني للمراجعة، مرفقة بالتعليق: "غال غادوت المتألقة بفستان من مجموعة إيلي صعب للملابس الجاهزة ربيع وصيف 2018 في الحفل السنوي للمجلس الوطني للمراجعة في نيويورك". وقد تم لاحقًا حذف المنشور.

## أعماله خارج مجال الأزياء
عقدت شركة تطوير الإماراتية عن شراكة مع إيلي صعب لتصميم فندق فاخر سيحمل اسم «إيلي صعب» في مشروع «ذي تايجر وودز دبي». وفي عام 2009، افتتح الفندق.
عام 2010، أطلق صعب أول يخت من تصميمه ويحمل اسمه، وتعاون مع شركة WEYVES العالمية وتم عرض اليخت في معرض اليخوت في أبوظبي.

## حياته الشخصية
متزوج من السيدة كلودين صعب وله منها ثلاثة من الأبناء: إيلي وسيليو وميشال.

## وصلات خارجية
- شاهدي أجمل تصاميم إيلي صعب على مر العصور، فستاني
- حوار مع إيلي صعب مجلة هي، 2 أغسطس 2011